# Вивипарија (биљке)
Вивипарија код биљака је појава да семе клија in situ док је у контакту са материнском биљком, или да се на материнској биљци формирају мале биљчице са свим развијеним деловима. 

## Генеративна вивипарија
Овај облик везан је за семе, односно за преурањено клијање семена на биљци. Пошто се нова биљка развија из семена она није генетски идентична са материнском биљком, јер настаје из зигота. Јавља се као редовна појава код неких биљака као код мангрова где се из семена развија клијавац који расте и развија се док његов корен не дотакне муљевито дно залива, често сланих у којима се ове биљне заједнице развијају. 
Код неких врста адаптивни механизам се огледа у соматском полиморфизму семена израженом кроз различиту спремност да семе клија. Тако код рода Alopecurus у истом класу јавља се дормантно семе, семе које клија одмах по дијаспори и вивипарно семе (које исклијава у класу), што се може назвати парцијалном вивипаријом .
Код других врста вивипарија може да се јави спорадично, обично при повећаној влази ваздуха, а има запажања да код семена неких доместификованих биљака слаби дормантност семена и да долази до клијања у плоду. Ову појаву неки не сматрају правом вивипаријом.

## Вегетативна вивипарија
Неке врсте из породице Crassulaceae формирају целе биљчице у зарезима својих листова, оне опадају и саме се укорењују. Ове биљчице представљају клон материнске биљке јер настају из соматских ћелија. Вивипарни вијук (Festuca vivipara) и хлорофитум (Chlorophytum comosum) образују на цветној осовини биљчице, а неке врсте из рода лукова (Allium) булбиле.